# 1,1-Difluoroéthène
Le 1,1-difluoroéthène ou 1,1-difluoroéthylène, aussi connu sous le nom de fluorure de vinylidène, est un composé organofluoré de formule C2H2F2 gazeux à température ambiante.

## Usages
Le fluorure de vinylidène est utilisé comme fluide réfrigérant et est le monomère du polyfluorure de vinylidène (PVDF).